# Miradouro
Miradouro är en kommun i Brasilien.   Den ligger i delstaten Minas Gerais, i den sydöstra delen av landet, 800 km sydost om huvudstaden Brasília. Antalet invånare är 10 251.
Omgivningarna runt Miradouro är huvudsakligen savann. Runt Miradouro är det ganska glesbefolkat, med 28 invånare per kvadratkilometer.